# Comyops nigripennis
Comyops nigripennis là một loài ruồi trong họ Tachinidae.